# Cantó de Fleury-les-Aubrais
El cantó de Fleury-les-Aubrais és un cantó francès del departament de Loiret, situat al districte d'Orleans. Té 2 municipis i el cap és Fleury-les-Aubrais.

## Municipis
- Chanteau
- Fleury-les-Aubrais

## Història
| Data d'elecció                           | Identitat      | Partit | Qualitat |
| ---------------------------------------- | -------------- | ------ | -------- |
| 1973-1997                                | André Chêne    | PCF    |          |
| 1997-1998                                | Pierre Bauchet | UDF    |          |
| 1998-2004                                | Alain Romero   | PCF    |          |
| 2004-                                    | Michel Breffy  | PS     |          |
| les dades anteriors no són pas conegudes |                |        |          |
|                                          |                |        |          |

## Demografia
| A partir de 1990: Població sense dobles comptes |